# 冰血暴
（新加坡公映時譯《赎金案中案》）是一部1996年的美國黑色幽默犯罪電影，由柯恩兄弟執導、監製、編劇和剪接，並入圍1996年奧斯卡獎7項大獎，最後獲得奧斯卡最佳原創劇本獎與奧斯卡最佳女主角獎。本片情節為虛構，但片頭卻故意標示「改編自真實事件」。
本片啟發了FX的同名電視劇《冰血暴》，並發生在同樣世界觀，於2014年播放。

## 劇情
在下雪的花高市，一位被債務壓得喘不過氣來的汽車業務員傑瑞，在急需用錢的狀況下，他僱用了兩名黑道混混綁架自己的老婆，然後再向有錢的岳父索取贖金。原本事情進行的十分順利，卻因為這兩名混混在過程中殺害了州警和兩名無辜的目擊者，而將事情愈搞愈大，出現無法收拾的狀況。

## 演員
- 法蘭西絲·麥朵曼 飾演 Marge Gunderson（英语：Marge Gunderson）
- 威廉·H·梅西 飾演 Jerry Lundegaard（英语：Jerry Lundegaard）
- 史提夫·布斯美 飾演 Carl Showalter
- 彼得·斯特曼 飾演 Gaear Grimsrud
- 哈威·普雷斯內爾（英语：Harve Presnell） 飾演 Wade Gustafson
- Kristin Rudrüd（英语：Kristin Rudrüd） 飾演 Jean Lundegaard
- 東尼·丹曼（英语：Tony Denman） 飾演 Scotty Lundegaard
- 斯蒂夫·里維斯（英语：Steve Reevis） 飾演 Shep Proudfoot
- 沃倫·基思（英语：Warren Keith） 飾演 Reilly Diefenbach（配音）
- 賴瑞·布萊登博（英语：Larry Brandenburg） 飾演 Stan Grossman
- 約翰·卡羅·林區 飾演 Norm Gunderson
- 史帝夫·朴（英语：Steve Park (comedian)） 飾演 Mike Yanagita

## 製作
本片的主體拍攝於1995年1月22日開始，於明尼阿波利斯進行製作。

## 评价
《冰血暴》獲得評論家的好評，在評論匯總網站烂番茄网上持有93%的新鲜度，根据91条评论，平均评分为8.7/10。该网站的评论是：“暴力、古怪、暗笑，《冰血暴》提供了一个原创的犯罪故事和麦克道曼的精彩表演。” 在Metacritic上，根据24条评论，这部电影在100条评论中获得85分，这表明电影“广受好评”。
吉恩·西克尔和羅傑·艾伯特分别将《冰血暴》命名为1996年的最佳电影。埃伯特称之为“我看过的最好的电影之一”，并补充说“像《冰血暴》这样的电影就是我爱电影的原因”。他后来将其列为20世纪90年代第四好的影片。
1998年，《冰血暴》在AFI的“100年…100部电影”（百年百大電影）排行榜上名列第84位（尽管它已从2007年的版本中删除），在“AFI的100年…100笑”排行榜上名列第93位。玛吉·冈德森的角色在美国电影协会100年100名英雄和恶棍中排名第33位。
2010年，独立影视联盟将该片选为过去30年中“30部最重要的独立电影”之一。

## 荣誉

### 奥斯卡奖
- 获奖-最佳原创剧本
- 获奖-最佳女主角：法蘭西絲·麥朵曼
- 提名-最佳影片
- 提名-最佳导演
- 提名-最佳男配角：William H. Macy
- 提名-最佳摄影
- 提名-最佳剪辑

### 其他
- 获奖-英国电影学院奖最佳导演
- 获奖-坎城影展最佳导演
- 获奖-纽约影评人协会最佳电影
- 获奖-卫星奖最佳影片
- 获奖-独立精神奖最佳电影
- 获奖-国家评论协会最佳导演、最佳女主角
- 获奖-美国编剧工会奖最佳原创剧本
- 获奖-美国演员工会奖最佳女主角

美国电影学会
- AFI's 100 Years... 100 Movies #84
- AFI's 100 Years... 100 Laughs #93
- AFI's 100 Years... 100 Heroes and Villains:
  - Marge Gunderson, Hero #33

## 其他
- Takako Konishi之死是一則結合實際案例的都會傳說，被認為與《冰血暴》有關。
- 《久美子的奇異旅程（英语：Kumiko, the Treasure Hunter）》——該電影關於一名年輕的日本女子著迷於《冰血暴》，相信它所描述的事件是真實。

## 外部連結
- 互联网电影数据库（IMDb）上《冰血暴》的资料（英文）
- AllMovie上《Fargo》的资料（英文）
- Box Office Mojo上《Fargo》的資料（英文）
- 爛番茄上《Fargo》的資料（英文）